# 사카리정
사카리정(盛町)은 이와테현 게센군에 설치되었던 정이다. 현재의 오후나토시에 해당한다.

## 연혁
- 1875년 10월 17일 - 미즈사와현에 의한 촌락 통합에 따라 다모야마 촌과 이노카와 촌이 합병해 모리 촌이 성립.
- 1889년 4월 1일 - 정촌제 시행에 따라 구·이가와 촌역을 분리해 모리 정이 발족.
- 1952년 4월 1일 - 오후나토 정·아카사키 촌·이가와 촌·다테네 촌·히로시 촌·스에자키 촌과 합병해 오후나토 시가 됨.

## 행성

### 역대 촌장
| 대      | 이름              | 취임             | 퇴임            | 비고 |
| ------- | ----------------- | ---------------- | --------------- | ---- |
| 2 - 6   | 가라타니 유지     | 1898년 3월 8일   | 1921년 4월25일  |      |
| 7       | 스도오카 쿠자부로 | 1921년 7월 27일  | 1925년 7월26일  |      |
| 8 - 11  | 스즈키 쇼스케     | 1925년 10월 20일 | 1938년 1월24일  |      |
| 12      | 사사키켄노스케    | 1938년 2월9일    | 1940년 7월15일  |      |
| 13      | 센오치 쿄조       | 1940년 10월28일  | 1944년 10월27일 |      |
| 14      | 사토 토요지로     | 1944년 11월4일   | 1946년 8월 23일 |      |
| 15 - 17 | 스즈키 분스케     | 1946년 8월24일   | 1952년 3월31일  |      |

## 교통
- 일본국유철도 오후나토선 이와테 개발철도 히가시코이치선:사카리역